# Wilhelm Keppler

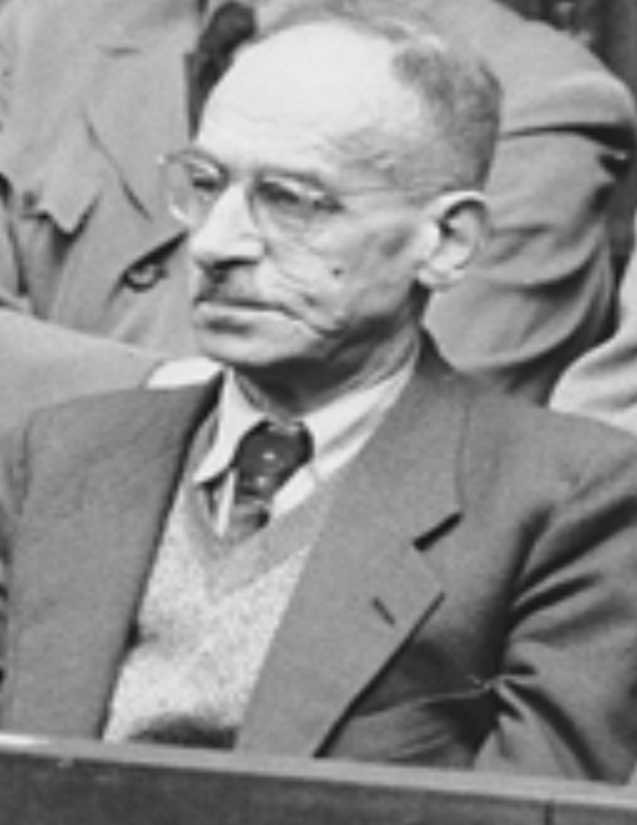
Wilhelm Keppler auf der Anklagebank im Nürnberger Prozess

Wilhelm Karl Keppler (* 14. Dezember 1882 in Heidelberg; † 13. Juni 1960 in Friedrichshafen) war ein SS-Obergruppenführer, nationalsozialistischer Politiker und deutscher mittelständischer Unternehmer. Er gründete den nach ihm benannten Keppler-Kreis, der Kontakte zwischen Adolf Hitler und Industriellen herstellte.

## Leben
Keppler studierte Maschinenbau an der TH Karlsruhe und am Polytechnikum in Danzig. Während dieser Zeit schloss er sich den Corps Frisia Karlsruhe und Baltica Danzig an. Ab 1921 war er einer von zwei Direktoren unter einem Generaldirektor und Mitinhaber der Odin-Werke im nordbadischen Eberbach, einem Werk zur Produktion von Fotogelatine, an dem auch die britische Tochter der US-Gesellschaft Eastman Kodak zu 50 Prozent beteiligt war, trat aber von diesem Posten am 1. April 1932 zurück, um auf Anregung Adolf Hitlers einen Unterstützerkreis für die NSDAP aus Männern der Wirtschaft zu bilden, den sogenannten „Studienkreis für Wirtschaftsfragen“ oder Keppler-Kreis. Der NSDAP war er zum 27. Mai 1927 beigetreten (Mitgliedsnummer 62.424). Im März 1928 organisierte er eine Rede Hitlers vor 650 Industriellen in Heidelberg, zu der er 800 Einladungen verschickte. In seinem Kreis sammelte er meist kleinere Unternehmer und Bankiers um sich, Vertreter der Großindustrie vermochte er nicht zu gewinnen. Ziel des Kreises war es, den ökonomisch unerfahrenen Hitler in Wirtschaftsfragen zu beraten und den Aufstieg der NSDAP zu fördern. Dabei geriet Keppler anfangs in Rivalität zu Hjalmar Schacht, der ein ähnliches Gremium aufzubauen versuchte, schließlich aber auf Hitlers Wunsch im Keppler-Kreis mitarbeitete. Der Einfluss des Kreises auf Hitler blieb marginal. Historisch bedeutsam wurde die Vereinigung nur einmal, als Keppler und der Bankier Kurt Freiherr von Schröder den Kontakt zwischen Hitler und Franz von Papen herstellten, der schließlich zur Machtübergabe an die Nationalsozialisten führen sollte.
Keppler wurde bei den Märzwahlen 1933 Mitglied des Reichstages für den Wahlkreis Baden und erhielt zusätzlich einen, wenngleich einflusslosen, Posten als „Kommissar für Wirtschaftsfragen“ in der Reichskanzlei. Im gleichen Jahr war er Mitglied der deutschen Delegation auf der Weltwirtschaftskonferenz in London. Keppler gehörte 1933 zu den Gründungsmitgliedern der nationalsozialistischen Akademie für Deutsches Recht Hans Franks. Er trat der SS bei (SS-Nummer 50.816), in der er am 21. März 1933 zum Standartenführer, bereits am 23. August 1933 zum Oberführer, am 30. Januar 1935 zum Brigadeführer und am 13. September 1936 zum Gruppenführer befördert wurde. Nach der Ernennung Ribbentrops zum Außenminister wurde er am 19. März 1938 „Staatssekretär für besondere Aufgaben“ im Auswärtigen Amt. Als solcher war er an der Zerschlagung der Tschechoslowakei maßgeblich beteiligt. Am sogenannten Anschluss Österreichs war Keppler beteiligt, indem er Görings Anweisungen vor Ort in Wien durchführte. Nach dem Anschluss amtierte er dann vom März bis Juni 1938 als „Reichskommissar in Österreich“. Ebenso war er 1939 bei der Einverleibung Danzigs dabei.

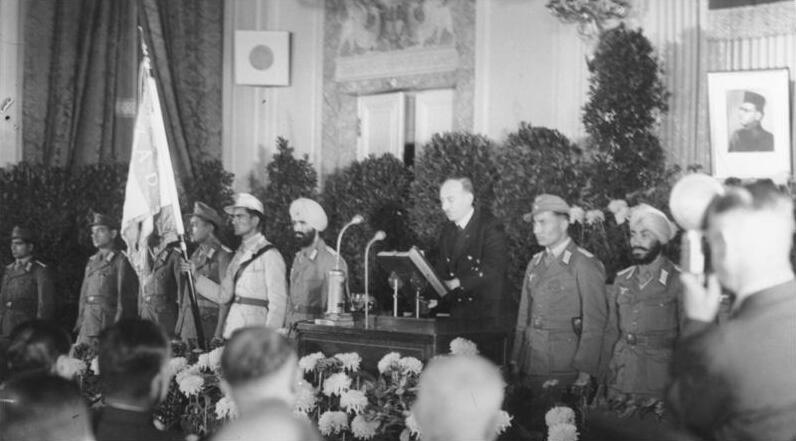
Keppler spricht bei der nationalen Feierstunde der „Zentrale Freies Indien“ in Berlin anlässlich der Gründung der Provisorischen Indischen Nationalregierung durch Subhas Chandra Bose (1943), Aufnahme aus dem Bundesarchiv

Nach der „Machtergreifung“ bemühte sich Keppler intensiv, aber weitgehend erfolglos, die Autarkiepläne der Partei bei der deutschen Industrie durchzusetzen. Angesichts massiver deutscher Zahlungsbilanzprobleme, vor allem aber wegen der seit 1934 forciert betriebenen Aufrüstung, drängte er die private Wirtschaft, Auslandsimporte durch einheimische Rohstoffe zu ersetzen: Im November 1934 erhielt er von Adolf Hitler den „Auftrag Deutsche Rohstoffe“, in dessen Rahmen er und seine Mitarbeiter Paul Pleiger, Oskar Gabel und Wilhelm Peter Lillig die deutsche Montanindustrie unter Druck setzten, die extrem teure Förderung inländischer Eisenerze stark zu steigern. Kepplers Büro scheiterte mit seinem Vorhaben jedoch an Reichswirtschaftsminister Hjalmar Schacht und dessen Mitarbeiter, Oberberghauptmann Heinrich Schlattmann, die sich um die internationale Wettbewerbsfähigkeit der deutschen Industrie sorgten. Nach Verkündung des Vierjahresplans im Herbst 1936 erhielt Keppler in der von Hermann Göring installierten Vierjahresplan-Organisation keinerlei zentrale Verantwortung, sondern wurde in dem von Fritz Löb geleiteten Amt für deutsche Roh- und Werkstoffe mit einer wenig bedeutenden Position abgespeist. Sie umfasste die Verantwortung für die Arbeitsgebiete „Erforschung des deutschen Bodens“ und „Industrielle Fette und Öle“ (u. a. die Herstellung synthetischer Fette aus Kohle mittels Paraffinoxidation). „Zudem bekam er als Trostpflaster einen neuen Titel: Er wurde Generalsachverständiger für deutsche Roh- und Werkstoffe. 'Das war', wie Keppler rückschauend feststellte, ‚ein schöner Name ohne maßgebende Funktionen‘“.
Keppler war Aufsichtsratsvorsitzender der Braunkohle Benzin AG, später Mitglied des Aufsichtsrats der Continentale Öl AG (Conti-Öl). Anfang 1937 wurde er Leiter der Zentralstelle für die wirtschaftspolitischen Organisationen der NSDAP und 1939 Präsident der Reichsstelle und späteren Reichsamtes für Bodenforschung. Sein Kreis wurde in „Freundeskreis Reichsführer SS“ umbenannt und warb für die SS Spendenmittel ein, besonders im Krieg. Am 30. Januar 1942 wurde Keppler zum SS-Obergruppenführer ernannt. Während des Zweiten Weltkriegs übertrug ihm Himmler die Leitung zahlreicher, von der SS konfiszierter Firmen im besetzten Polen und der UdSSR, deren Arbeitskräfte, oft Zwangsarbeiter, mit großer Brutalität behandelt wurden. Als Aufsichtsratsvorsitzender der Deutschen Umsiedlungs-Treuhand-Gesellschaft mbH, wurde er mitverantwortlich für Massendeportationen.
Im Nürnberger Wilhelmstraßen-Prozess wurde er am 14. April 1949 zu einer Haftstrafe von 10 Jahren verurteilt, jedoch vorzeitig am 1. Februar 1951 durch den US-Hochkommissar begnadigt und aus dem Kriegsverbrechergefängnis Landsberg entlassen. Sein Verteidiger war Werner Schubert. Später war er beim Motorenwerk des Felix Wankel in Lindau beschäftigt.